# 梅思祖
梅思祖（？—1382年），河南夏邑人，明朝軍事將領。

## 生平
其最初為元朝義軍將領，后叛逃跟從劉福通，擴廓把其父親行醢刑（剁成肉醬）。后歸順張士誠，守衛淮安。徐達軍隊到達時，投降并獻四州。張士誠於是殺其兄弟數人。朱元璋任命其為大都督府副使，后攻破升山水寨、并進攻湖州、平江等地，升任浙江行省右丞。后跟從徐達進攻中原，攻克山東，攻下汴梁、洛陽、潼關。后守衛彰德、北平。后更從大軍在定西擊敗擴廓，后攻破略陽、沔州、興元等地。
洪武三年，論功封汝南侯。次年攻四川，再一年征戰甘肅。后受命巡視山西、陝西、遼東。洪武十四年，四川反叛，其為征南副將雲南軍，與周德興率兵平定。次年跟從傅友德平定雲南。后為雲南布政司事，與潘元明同守雲南，其善於招撫，民事遂安。次年去世，賜葬鐘山山陰。

## 家庭
其子梅義，為遼東都指揮使。洪武二十三年，因胡惟庸案連坐，全家被滅。其堂侄梅殷，為駙馬。
梅氏族谱中记载，梅思祖为安徽宣城人。据考证可能是因为梅思祖在河南应征入伍，误被记载为河南梅氏